# Grigoriopol
Grigoriopol est une ville de Moldavie ayant en 2004 une population d'environ 11 000 habitants.

## Personnalités liées
- Konstantin Gedroits (1879-1932) scientifique russe.
- Oleksandr Danylyuk (1975-) personnalité politique ukrainienne.
- Roman Rozna, (1976-) lanceur de marteau moldave.